# Nina Gallion

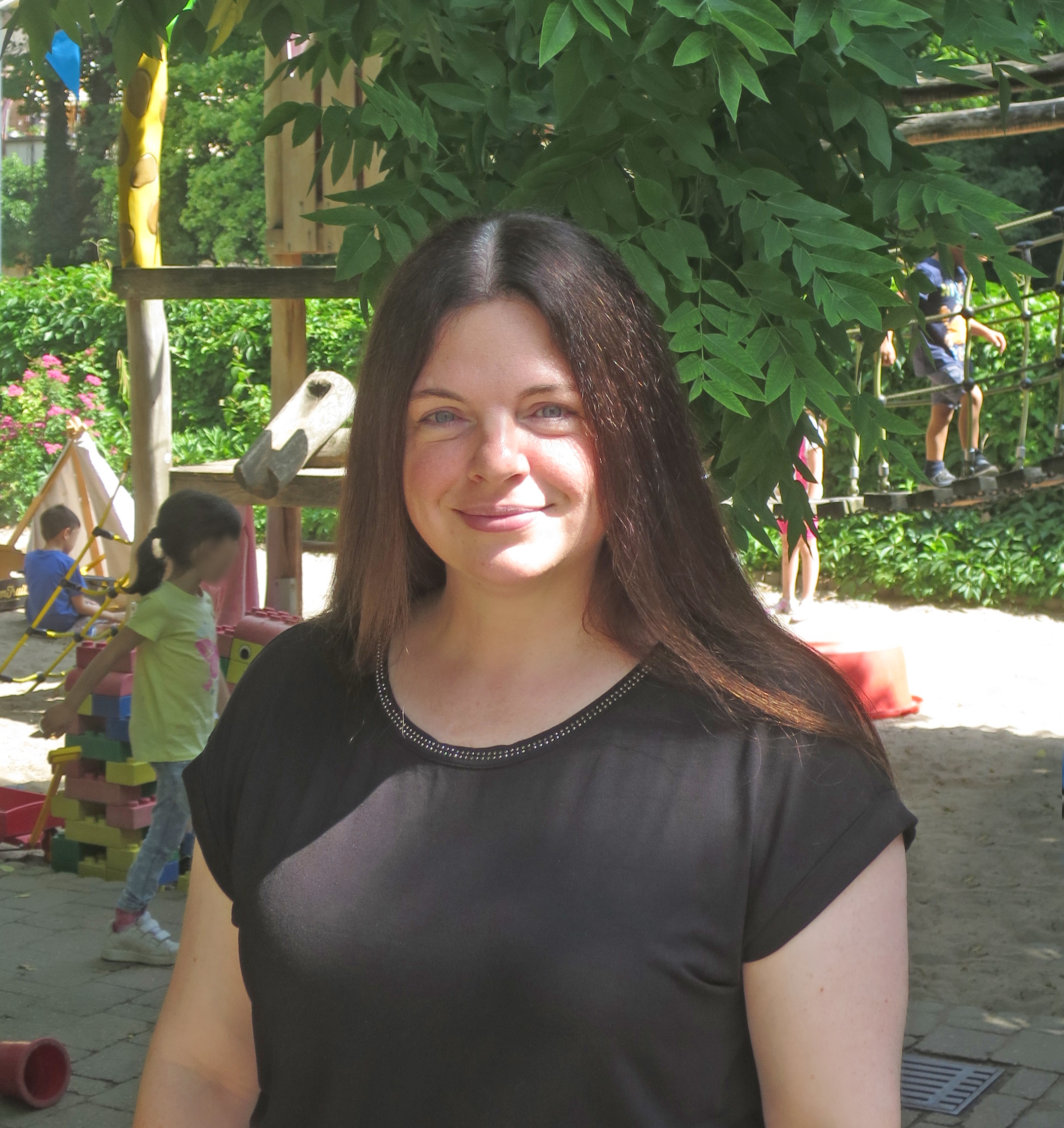
Nina Gallion, 2025

Nina Gallion (* 13. Juli 1980 in Heilbronn als Nina Kühnle) ist eine deutsche Historikerin. Sie lehrt seit 2020 als Professorin für Spätmittelalterliche Geschichte und Vergleichende Landesgeschichte an der Johannes Gutenberg-Universität Mainz.

## Leben
Nina Gallion studierte von Oktober 2003 bis Juni 2010 Mittlere und Neuere Geschichte sowie Germanistik an der Ruprecht-Karls-Universität Heidelberg. Ihre Magisterarbeit verfasste sie zum Thema Das Bild des Fremden. Ausländische Könige und Königinnen in merowingischen Quellen. Von Juli 2010 bis 2011 war sie wissenschaftliche Hilfskraft am Lehrstuhl für spätmittelalterliche Geschichte bei Bernd Schneidmüller in Heidelberg. Von Oktober 2010 bis November 2013 war sie wissenschaftliche Mitarbeiterin in dem von der Deutschen Forschungsgemeinschaft geförderten Projekt „Städtische Gemeinschaft und adlige Herrschaft in der mittelalterlichen Urbanisierung ausgewählter Regionen Zentraleuropas“ in der Abteilung für Regionalgeschichte bei Oliver Auge an der Universität zu Kiel. Teil des DFG-Projektes war auch ihre Dissertation über städtische Führungsgruppen und Landesherrschaft im spätmittelalterlichen Württemberg, mit der sie von Oliver Auge und Sigrid Hirbodian 2015 promoviert wurde.
Von August 2014 bis September 2014 war sie wissenschaftliche Hilfskraft am Lehrstuhl für Allgemeine Geschichte des Mittelalters und Historische Hilfswissenschaften bei Karl-Heinz Spieß an der Universität Greifswald. Von Oktober 2016 bis September 2019 war sie wissenschaftliche Mitarbeiterin bei Oliver Auge an der Universität Kiel. Von Oktober 2019 bis März 2020 war sie Habilitationsstipendiatin der Philosophischen Fakultät der Universität zu Kiel. Von Oktober 2014 bis September 2016 war sie wissenschaftliche Mitarbeiterin am Lehrstuhl für Mittelalterliche Geschichte/Schwerpunkt Spätmittelalter bei Sabine von Heusinger an der Universität zu Köln. Seit April 2020 lehrt sie als W2-Professorin auf Zeit (6 Jahre) mit Tenure-Track und zugleich Leiterin des Arbeitsbereichs Spätmittelalterliche Geschichte und Vergleichende Landesgeschichte an der Universität Mainz. Von Oktober 2020 bis Oktober 2021 war sie stellvertretende Vorsitzende des Instituts für Geschichtliche Landeskunde an der Universität Mainz.
Sie ist unter anderem Mitglied in der Arbeitsgemeinschaft für geschichtliche Landeskunde am Oberrhein, im Deutschen Hochschulverband, in der Gesellschaft für Schleswig-Holsteinische Geschichte, der Gesellschaft für staufische Geschichte, im Historischen Verein Rheinhessen, im Verband der Historiker und Historikerinnen Deutschlands und im Württembergischen Geschichts- und Altertumsverein.

## Forschungsschwerpunkte
Ihre Forschungsschwerpunkte sind Stadtgeschichte, die Kirchen- und Bischofsgeschichte, die vergleichende Landesgeschichte mit Schwerpunkten zu Südwestdeutschland und Schleswig-Holstein, Hofgeschichte und die Geschlechtergeschichte. Ausgangspunkt für die Beschäftigung mit dem spätmittelalterlichen Württemberg war das Hauptseminar „Alltagsleben im Spätmittelalter. Höfische, bürgerliche und militärische Sachkultur in Schriftquellen des 14. bis 16. Jahrhunderts“ bei Volker Rödel im Wintersemester 2006/07. Ihre daraus resultierende Seminararbeit war zugleich ihre erste wissenschaftliche Veröffentlichung in der Zeitschrift für Württembergische Landesgeschichte.
Ihre Dissertation befasst sich mit „dem Verhältnis von Landesherrschaft, Territorialstädten und städtischen Führungsgruppen in der Grafschaft bzw. dem Herzogtum Württemberg“. Ausgangspunkt der Arbeit ist der Urbanisierungsprozess Württembergs im Spätmittelalter und wie die urbanen Eliten dadurch „sich zunehmend zu profilieren“ und „als politische Akteure zu etablieren und in einen spannungsreichen Austausch mit den Landesherren zu treten“ wussten. Zeitlich erstreckt sich die Arbeit von 1250 bis 1534. Sie befasste sich darin kritisch mit dem Konzept der „Ehrbarkeit“ von Hansmartin Decker-Hauff. Dieser setzte „Ehrbarkeit“ gleich mit den „führenden Beamtenfamilien“, die er als „ständegeschichtlich einzigartige Sondergruppe von Familienbünden“ charakterisieren wollte. Sie kam in ihren Analysen hingegen zum Ergebnis, dass „jede Stadt ihre ganz eigenen Familien und Strukturen aufwies“. Es gab zwar durchaus überstädtische Verflechtungen, jedoch saßen keinesfalls „überall dieselben Leute“. Die Dissertation wurde im April 2016 mit dem Forschungspreis der Stiftung für Personengeschichte 2016 und dem Forschungspreis des Gesamtvereins der deutschen Geschichts- und Altertumsvereine unter dem Vorsitz von Manfred Treml im November 2016 ausgezeichnet.

## Schriften (Auswahl)
Monographien
- Wir, Vogt, Richter und Gemeinde. Städtewesen, städtische Führungsgruppen und Landesherrschaft im spätmittelalterlichen Württemberg (1250–1534) (= Schriften zur südwestdeutschen Landeskunde. Band 78). Thorbecke, Ostfildern 2017, ISBN 3-7995-5278-2.

Herausgeberschaften
- mit Oliver Auge, Andreas Bihrer: „Kleine Bischöfe“ im Alten Reich. Strukturelle Zwänge, Handlungsspielräume und soziale Praktiken im Wandel (1200–1600) (= Zeitschrift für historische Forschung. Beiheft. Band 58). Duncker & Humblot, Berlin 2021, ISBN 978-3-428-18326-5.
- mit Martin Göllnitz, Frederieke Maria Schnack: Regionalgeschichte. Potentiale des historischen Raumbezugs. Vandenhoeck & Ruprecht, Göttingen 2021, ISBN 978-3-525-31726-6.
- mit Oliver Auge, Thomas Steensen: Fürstliche Witwen und Witwensitze in Schleswig-Holstein (= Quellen und Forschungen zur Geschichte Schleswig-Holsteins. Band 127). Matthiesen Verlag, Husum 2019, ISBN 978-3-7868-5701-3.
- mit Kurt Andermann: Weg und Steg. Aspekte des Verkehrswesens von der Spätantike bis zum Ende des Alten Reiches (= Kraichtaler Kolloquien. Band 11). Thorbecke, Ostfildern 2018, ISBN 978-3-7995-9281-9.